# Konferenz von Messina
Die Konferenz von Messina war eine Konferenz der Außenminister der Länder der Europäischen Gemeinschaft für Kohle und Stahl (EGKS), die vom 1.–3. Juni 1955 in Messina auf Sizilien auf Initiative der Benelux-Staaten stattfand.
Teilnehmer waren die Außenminister von Italien Gaetano Martino, den Niederlanden Jan Willem Beyen, Frankreich Antoine Pinay, Luxemburg Joseph Bech, Belgien Paul-Henri Spaak sowie auf Seiten der Bundesrepublik Deutschland der damalige Staatssekretär im Auswärtigen Amt, Walter Hallstein. Auch Großbritannien wurde eingeladen, lehnte aber ab.

## Ergebnis der Konferenz
Die Konferenz begann in einem eher negativen Klima, da das französische Parlament kurz zuvor den Vertrag zur Europäischen Verteidigungsgemeinschaft (und damit auch die Europäische Politische Gemeinschaft) abgelehnt hatte. Die ersten beiden Tage verliefen daher nicht besonders verheißungsvoll, am dritten Tag kam es jedoch überraschenderweise zu einem glücklichen Abschluss der Konferenz mit der Resolution von Messina.
Mit dieser Resolution erklärten die sechs Nationen die Grundzüge und die Absicht zur Gründung der Europäischen Atomgemeinschaft (EURATOM) und des europäischen Binnenmarkts und vereinbarten konkrete Schritte für die Verwirklichung dieser Pläne, die innerhalb von nur zwei Jahren 1957 zur Unterzeichnung der Römischen Verträge (EURATOM-Vertrag und Vertrag zur Gründung der Europäischen Wirtschaftsgemeinschaft, EWG) führten.
Auf diese Weise bewahrheitete sich die Erfahrung durch die EGKS, wonach Fortschritte im Wirtschaftsbereich am ehesten konsensfähig waren. In der Folgezeit arbeitete eine zwischenstaatliche Konferenz unter der Leitung Spaaks die Verträge für EWG und Euratom aus.

## Arbeitsauftrag an den Spaak-Ausschuss
Ein Studienausschuss unter der Leitung von Paul-Henri Spaak wurde „mit der Prüfung der Möglichkeit weiterer Wirtschaftsintegration einschließlich Atomenergie“ beauftragt. Der 1956 vorgelegte Spaak-Bericht empfahl „eine wirtschaftliche Gesamtintegration mit Sonderregeln für die friedliche Nutzung der Kernenergie“.
Der Ausschussbericht stellte klar, dass für einen gemeinsamen Markt die nationalen Märkte fusionieren müssten und eine Zollunion zu errichten sei. Der Bericht enthielt mehrere richtungsweise Vorschläge zu
- verschiedene Stufen des gemeinsamen Marktes, einschließlich Übergangsperioden;
- Gemeinschaftsorgane (Ministerrat, eine mit eigenen Rechten ausgestattete Europäische Kommission, ein Gerichtshof und eine Parlamentarische Versammlung), welche sich aus den bereits vorhandenen Organen rekrutieren sollten.

## Mythos von Messina
Aufgrund der zunächst großen Schwierigkeiten und ihrer Überwindung spricht man auch heute vom Geist von Messina, wenn es darum geht, schwierige Momente in den Beziehungen zwischen den Mitgliedsstaaten der Europäischen Union zu überwinden. Diese Phase (1955–1958) wird auch „Relance Européenne“ genannt.

## Zeittafel der Europäischen Verträge
| Unterz. In Kraft Vertrag                    | 1948 Brüsseler Pakt                                               | 1951 1952 Paris                                                   | 1954 1955 Pariser Verträge                      | 1957 1958 Rom                                       | 1965 1967 Fusions- vertrag                          | 1986 1987 Einheitliche Europäische Akte | 1992 1993 Maastricht     | 1992 1993 Maastricht          | 1997 1999 Amsterdam           | 2001 2003 Nizza        | 2001 2003 Nizza | 2007 2009 Lissabon |  |  |  |  |  |  |  |  |  |
|                                             |                                                                   |                                                                   |                                                 |                                                     |                                                     |                                         |                          |                               |                               |                        |                 |                    |  |  |  |  |  |  |  |  |  |
| Europäische Gemeinschaften                  | Europäische Gemeinschaften                                        | Drei Säulen der Europäischen Union                                | Drei Säulen der Europäischen Union              | Drei Säulen der Europäischen Union                  | Drei Säulen der Europäischen Union                  | Drei Säulen der Europäischen Union      |                          |                               |                               |                        |                 |                    |  |  |  |  |  |  |  |  |  |
|                                             | Europäische Atomgemeinschaft (Euratom)                            | Europäische Atomgemeinschaft (Euratom)                            | →                                               |                                                     |                                                     |                                         | ←                        |                               |                               |                        |                 |                    |  |  |  |  |  |  |  |  |  |
|                                             |                                                                   |                                                                   | →                                               | Europäische Gemeinschaft für Kohle und Stahl (EGKS) | Europäische Gemeinschaft für Kohle und Stahl (EGKS) | Vertrag 2002 ausgelaufen                | Vertrag 2002 ausgelaufen |                               | Europäische Union (EU)        | Europäische Union (EU) |                 |                    |  |  |  |  |  |  |  |  |  |
|                                             |                                                                   |                                                                   | →                                               | Europäische Wirtschaftsgemeinschaft (EWG)           | Europäische Wirtschaftsgemeinschaft (EWG)           |                                         | ←                        | Europäische Gemeinschaft (EG) | Europäische Gemeinschaft (EG) | Europäische Union (EU) |                 |                    |  |  |  |  |  |  |  |  |  |
|                                             |                                                                   |                                                                   | →                                               | Justiz und Inneres (JI)                             |                                                     |                                         | ←                        | Europäische Gemeinschaft (EG) | Europäische Gemeinschaft (EG) | Europäische Union (EU) |                 |                    |  |  |  |  |  |  |  |  |  |
|                                             | Polizeiliche und justizielle Zusammenarbeit in Strafsachen (PJZS) | Polizeiliche und justizielle Zusammenarbeit in Strafsachen (PJZS) | →                                               | Justiz und Inneres (JI)                             | ←                                                   |                                         |                          |                               |                               | Europäische Union (EU) |                 |                    |  |  |  |  |  |  |  |  |  |
| Europäische Politische Zusammenarbeit (EPZ) | →                                                                 | Gemeinsame Außen- und Sicherheitspolitik (GASP)                   | Gemeinsame Außen- und Sicherheitspolitik (GASP) | Gemeinsame Außen- und Sicherheitspolitik (GASP)     | ←                                                   |                                         |                          |                               |                               | Europäische Union (EU) |                 |                    |  |  |  |  |  |  |  |  |  |
| Westunion (WU)                              | Westunion (WU)                                                    | Westeuropäische Union (WEU)                                       | Westeuropäische Union (WEU)                     | Westeuropäische Union (WEU)                         | Westeuropäische Union (WEU)                         |                                         |                          |                               |                               | Europäische Union (EU) |                 |                    |  |  |  |  |  |  |  |  |  |
| Westunion (WU)                              | Westunion (WU)                                                    | Westeuropäische Union (WEU)                                       | Westeuropäische Union (WEU)                     | Westeuropäische Union (WEU)                         | Westeuropäische Union (WEU)                         | aufgelöst zum 1. Juli 2011              |                          |                               |                               |                        |                 |                    |  |  |  |  |  |  |  |  |  |
|                                             |                                                                   |                                                                   |                                                 |                                                     |                                                     |                                         |                          |                               |                               |                        |                 |                    |  |  |  |  |  |  |  |  |  |